# Двері в підлозі
«Двері в підлозі» (англ. The Door in the Floor) — драма Тода Вільямса 2004 року. Сценарій фільму заснований на творі Джона Ірвінга «Чоловіки не її життя».

## Сюжет
Художник у виконанні Джеффа Бріджеса переживає загибель в аварії двох синів. В результаті цього він ледь не божеволіє. Він намагається змусити дружину (Кім Бейсінгер) розлучитися з ним. Він наймає в секретарі зовсім юного хлопця, який схожий на одного з його синів. Але раптом між дружиною і секретарем зав'язується роман. Чи знайдуть подружжя вихід з обставин, що склалися?

## В ролях
- Джефф Бріджес — Тед Коул
- Кім Бейсінгер — Меріон Коул
- Джон Фостер — Едді О'Хара
- Біжу Філліпс — Еліс
- Ель Феннінг — Рут Коул
- Мімі Роджерс — Евелін Вон
- Донна Мерфі — власниця магазину
- Джон Ротман — Мінті О'Хара

## Відгуки
Фільм отримав змішані відгуки. На сайті Rotten Tomatoes має рейтинг 67 % із середнім балом 6,4.

## Цікаві факти
Слоган фільму: «Найбільш небезпечними секретами є ті, про які ми боїмося сказати собі» (англ. The most dangerous secrets are the ones we’re afraid to tell ourselves).